# Martin Kubran
Martin Kubran (* 3. října 1970, Bratislava) je slovenský dramaturg, autor divadelních a tanečních projektů. Věnuje se také autorským dramatizacím a překladům z německého jazyka. Pravidelně spolupracuje s divadly na Slovensku i v České republice. Žije v Brně.

## Život
Martin Kubran se narodil 3. října 1970 v Bratislavě. Studoval zde na gymnáziu, které v roce 1989 úspěšně ukončil. Poté nastoupil na Strojnickou fakultu SVTŠ v Bratislavě, ze které v roce 1990 odešel a roku 1991 nastoupil na Divadelní fakultu VŠMU na obor divadelní věda (později i dramaturgie), kterou roku 2003 ukončil diplomovou prací Arabská noc Rolanda Schimmelpfenniga.
V průběhu studií spolupracoval na školních divadelních projektech jako dramaturg a autor – na VŠMU s režisérem Rastislavem Ballekem a na brněnské JAMU s režisérem Martinem Čičvákem. S oběma režiséry spolupracuje pravidelně až dodnes (2018).
V roce 1997 vytvořil spolu s výtvarnicí a filmařkou Anabelou Žigovou a režisérem Edo Kudláčem inscenaci Ladislav Klíma: Jsem Absolutní Vůle, se kterou se účastnili divadelního festivalu Divadelná Nitra a za kterou získali cenu DOSKY v kategorii Objev sezóny.
Od roku 1998 se divadelní tvorbě věnuje na profesionální úrovni.
V letech 1998–2000 působil jako interní dramaturg Divadla SNP v Martině. Spolu s režisérem Rastislavem Ballekem zde uvedli tři autorské divadelní inscenace na motivy starší slovenské literatury, se kterými se účastnili řady divadelních přehlídek a festivalů na Slovensku, v České republice, v Německu, Rusku a Chorvatsku. S inscenací Bez Boha na světě se zúčastnili divadelní přehlídky světové výstavy EXPO 2000 v Hannoveru a inscenace Atómy Boha, vycházející ze stejnojmenného románu Gejzy Vámoše, byla nominována na cenu DOSKY. V tomto období vytvořil společně se Zuzanou Pálenčíkovou koncept periodického divadelního projektu Divadelný Trojboj, který dodnes (2018) pořádá bratislavský Divadelný ústav.
V letech 2001–2002 absolvoval náhradní vojenskou službu v archívech Divadelného ústavu v Bratislave. V roce 2002 se na festivalu Berliner Theatertreffen zúčastnil autorské dílny Fórum mladých divadelníků, kterou vedli divadelníci Paul Binnerts a Roland Schimmelpfennig.
V roce 2003 vytvořil společně s Katarínou Mikulíkovou pro Městské divadlo Žilina koncept open-air festivalu Žilinská svätojánska noc. V letech 2004–2008 působil jako dramaturg v Divadla Aréna v Bratislavě. Kromě jiných zde s režiséry Rastislavem Ballekem, Martinem Čičvákem a s dramatikem Viliamem Klimáčkem uvedli inscenace Občanského cyklu – Tiso, Dr Gustáv Husák a Komunizmus, které se dočkaly velikého ohlasu u diváků i kritiky. V roce 2010 za cyklus obdržel Kubran ocenění za angažovanou dramaturgii festivalu Nová Dráma. Za inscenaci hry Edwarda Albeeho Koza alebo kto je Sylvia získali prestižní ocenění DOSKY protagonisté Emília Vášáryová a Juraj Kukura. Za autorskou inscenaci Tiso získali společně s režisérem Rastislavem Ballekem cenu DOSKY ve čtyřech kategoriích, cenu za výjimečný herecký výkon získal také protagonista inscenace Marián Labuda. Významný ohlas zaznamenaly také inscenace hry Thomase Vinterberga Rodinná slavnost v režii Martina Čičváka, nebo inscenace hry Marguerite Durasové India Song významného německého režiséra Hanse Hollmanna.
V letech 2008–2010 působil jako dramaturg Činohry Národního divadla Brno, kromě jiného se zde podílel na české premiéře hry Petera Turriniho Můj Nestroy.
V letech 2011–2013 působil jako dramaturg Činohry Slovenského národního divadla. Dramaturgicky zde připravil cyklus inscenací Endlösung. Významný ohlas zaznamenala především inscenace textu Elfriede Jelinekové – Rechnitz v režii Davida Jařaba. Jako dramaturg a spoluautor úpravy zde uvedl ve slovenských premiérách hry klasické světové dramatiky – Goetheho Fausta I. a II. díl (režie Martin Čičvák), Aristofanova Oblaka (režie Martin Čičvák), Aischylovu trilogii Oresteia (režie Rastislav Ballek).
V letech 2013–2017 působil jako dramaturg v Činohře Národního divadla Brno. Uvedl zde mimo jiné Ibsenovu Noru, Shakespearova Othella (obě v režii Rastislava Balleka), Aristofanovu Lysistratu, Sofoklova Aiata, Dostojevského Běsi (v úpravách dramatika Romana Sikory a v režii Martina Čičváka), dramatizaci románu Ladislava Fukse Vévodkyně a kuchařka (režie Kamila Polívková), hru Rolanda Schimmelpfenniga Kdyby tak, a co pak (režie Thomas Zielinski), hru Rainera W. Fassbindera Strach jíst duši (režie Jan Frič).
Martin Kubran pravidelně spolupracuje s Divadlem Aréna v Bratislavě, Činoherním klubem v Praze, s Činohrou Slovenského národního divadla a s Činohrou Národního divadla Brno.
Spolupracuje také s mezinárodním souborem Rootlessroot Jozefa Fručka a Lindy Kapitanea. Jako dramaturg se podílel na jejich tanečních projektech – Kireru, W Memorabilia, Europeum. Podílel se také na inscenaci Black Black Woods, která vznikla ve spolupráci českého souboru Cirk La Putyka a Rootlessroot, a v roce 2017 získala cenu Divadelních novin v kategorii Taneční a pohybové divadlo.

## Oceněné inscenace
- 1997: Ladislav Klíma: Jsem Absolutní Vůle – cena DOSKY v kategorii Objev sezóny
- 2004: Koza alebo kto je Sylvia – čtyři nominace na cenu DOSKY, ceny DOSKY za Nejlepší ženský herecký výkon a Nejlepší mužský herecký výkon pro Emílii Vášáryovou a Juraje Kukuru
- 2004: Arabská noc – pět nominací na cenu DOSKY, ceny DOSKY za Nejlepší inscenaci, Nejlepší režii a Nejlepší scénografii
- 2005: Tiso – pět nominací na cenu DOSKY, ceny DOSKY za Nejlepší inscenaci, Nejlepší hudbu, Objev sezóny a Nejlepší mužský herecký výkon pro Mariána Labudu
- 2006: Dr. Gustáv Husák – nominace na cenu DOSKY, cena za dramaturgii na festivalu Nová dráma/New Drama
- 2007: Úklady a láska – cena DOSKY za Nejlepší kostým
- 2008: Leonce a Lena – cena DOSKY za Nejlepší scénografii
- 2009: Komunizmus – nominace na cenu DOSKY, cena za dramaturgii festivalu Nová dráma/New drama
- 2013: Oresteia – cena DOSKY v kategorii Nejlepší ženský herecký výkon pro Annu Javorkovou
- 2014: Rechnitz - Anjel skazy – hlavní cena přehlídky Nová dráma/New drama 2014
- 2015: Bratři Karamazovi – cena Divadelních novin za nejlepší herecký výkon pro Juraje Kukuru
- 2016: Black Black Woods – cena Divadelních novin
- 2017: Strach jíst duši – cena Jozefa Balvína

## Vybrané inscenace
- 1995
  - S. H. Vajanský: Podivíni – společně s R. Ballekem, VŠMU Bratislava
- 1996
  - Mikuláš Dohnányi: Odchod z Bratislavy – společně s R. Ballekem, VŠMU Bratislava
  - Baal, B. Brecht – společně s M. Čičvákem, JAMU Brno
- 1997
  - Ladislav Klíma: Jsem Absolutní Vůle – společně s Anabelou Žigovou a Edou Kudláčem, VŠMU Bratislava
  - Figarova svatba, Baumarchais, Peter Turrini – společně s M. Čičvákem, JAMU Brno
  - Vajanský: Pustokvet – společně s R. Ballekem, Divadlo SNP v Martine
- 1998
  - Gejza Vámoš: Atómy Boha – společně s R. Ballekem, Divadlo SNP v Martině

- 1999
  - Kristína Royová: Bez Boha na svete – společně s R. Ballekem, Divadlo SNP v Martine

- 2000
  - Dobrý človek zo Sečuanu, B. Brecht – společně s M. Čičvákem, Divadlo SNP v Martine
  - Vojcek, G. Büchner – společně s M. Čičvákem, Činoherní klub
- 2001
  - Proces, A. V. Suchovo-Kobylin – společně s M. Čičvákem, Činoherní klub
- 2002
  - Mizantrop, Molière – společně s M. Čičvákem, Činoherní klub
  - Zámek, na motivy románu Franze Kafky – společně s M. Čičvákem, Národní divadlo Brno
- 2003
  - Aina – společně s Milanem Kozánkem, Štúdio tanca Banská Bystrica
  - Jméno/ Noc spívá své písně, Jon Fosse – společně s M. Čičvákem, Činoherní klub

- 2004
  - Arabská noc, Roland Schimmelpfennig – společně s M. Čičvákem, Slovenské národné divadlo
  - Koza alebo Kto je Sylvia, Edward Albee – společně s M. Čičvákem, Divadlo Aréna, Bratislava
  - Emilia Galotti, G. E. Lessing – společně s M. Čičvákem, Národní divadlo Brno
  - Tatoo, Igor Bauersima – společně s M. Čičvákem, Divadlo Aréna, Bratislava

- 2005
  - Tiso – společně s R. Ballekem, Divadlo Aréna, Bratislava
  - Tisíc a jedna noc - Zahrada Šahrazád – společně s M. Čičvákem, Národní divadlo Brno
- 2006
  - Amfitryon, Molière – společně s M. Čičvákem, Činoherní klub
  - Dr Gustáv Husák, Viliam Klimáček – společně s V. Klimáčkem a M. Čičvákem, Divadlo Aréna, Bratislava
- 2007
  - Úklady a láska, F. Schiller – společně s M. Čičvákem, Slovenské národné divadlo
  - India Song, Marguerite Durasová – společně s Hansem Hollmannem, Divadlo Aréna
  - Boh masakra, Yasmina Reza – společně se Soňou Ferancovou, Divadlo Aréna, Bratislava
- 2008
  - Leonce a Lena, G. Büchner – společně s M. Čičvákem, Slovenské národné divadlo
  - Můj Nestroy, Peter Turrini – společně s Petrem Veselým, Národní divadlo Brno
  - Traja Kamaráti, M. Čičvák podle románu E. M. Remarqua – společně s M. Čičvákem, Divadlo Aréna, Bratislava
- 2009
  - Ideální Manžel, Oscar Wilde – společně s Jakubem Macečkem, Národní divadlo Brno
  - Matka Guráž, B. Brecht – společně s M. Čičvákem, Slovenské národné divadlo
  - Lakomec, Molière – společně s Viktorií Čermákovou, Národní divadlo Brno
  - Zlatí chlapci, Neil Simon – společně s Emilem Horváthem, Národní divadlo Brno
  - Komunizmus, Viliam Klimáček – společně s V. Klimáčkem a M. Čičvákem, Divadlo Aréna, Bratislava
- 2010
  - Zlatí chlapci, Neil Simon – společně s Emilem Horváthem, Slovenské národné divadlo
  - Faust I. a II., Goethe – společně s M. Čičvákem, Slovenské národné divadlo
- 2011
  - Koniec hry, S. Beckett – společně s R. Ballekem, Slovenské národné divadlo
  - 33 variácií, Moisés Kaufman – společně s M. Čičvákem, Divadlo Aréna, Bratislava
  - Kukura, Martin Čičvák – společně s R. Ballekem, Divadlo Aréna, Bratislava
  - November, David Mamet – společně s M. Čičvákem, Divadlo Aréna, Bratislava
- 2012
  - Oblaky, Aristofanes – společně s M. Čičvákem, Slovenské národné divadlo
  - Oresteia, Aischylos – společně s R. Ballekem, Slovenské národné divadlo
  - Kireru – společně s Rootlessroot, Atény
  - Matkina Guráž, George Tabori – společně s M. Čičvákem, Slovenské národné divadlo
  - Holokaust, Viliam Klimáček (2012) – společně s R. Ballekem, Divadlo Aréna, Bratislava
  - Kukura, Martin Čičvák – společně s M. Čičvákem, Činoherní klub
- 2013
  - Antigona v New Yorku, Janusz Glowacky – společně s E. Horváthem, Slovenské národné divadlo
  - Rechnitz - Anjel skazy, Elfriede Jelinek – společně s Davidem Jařabem, Slovenské národné divadlo
  - Andorra, Max Frisch – společně s M. Čičvákem, Divadlo na Vinohradech
  - Nora, Henrik Ibsen – společně s R. Ballekem, Národní divadlo Brno
  - Rosmersholm, Henrik Ibsen – společně s R. Ballekem, Divadlo Aréna, Bratislava
- 2014
  - Karl Marx: Kapitál, Peter Lomnický – společně s M. Čičvákem, Divadlo Aréna, Bratislava
  - Othello, Shakespeare – společně s R. Ballekem, Národní divadlo Brno
  - Lysistrata/Aiás, Roman Sikora na motivy Aristofana a Sofokla – společně s M. Čičvákem, Národní divadlo Brno
  - W Memorabilia – společně s Rootlessroot, Atény
- 2015
  - Bratři Karamazovi, na motivy románu F. M. Dostojevského – společně s M. Čičvákem, Činoherní klub
  - Rozbitý džbán, Heinrich von Kleist – společně s Martinem Františákem, Národní divadlo Brno
  - Obeť, David Jařab – společně s D. Jařabem, Divadlo Aréna, Bratislava
  - Europium – společně s Rootlessroot, Atény
  - Vévodkyně a kuchařka, Viktorie Knotková na motivy románu Ladislava Fukse – společně s Kamilou Polívkovou, Národní divadlo Brno
  - Běsi, Roman Sikora na motivy románu F. M. Dostojevského – společně s M. Čičvákem, Národní divadlo Brno
- 2016
  - Kdyby tak a co pak, Roland Schimmelpfennig – společně s Thomasem Zielinskim, Národní divadlo Brno
  - Don Juan, Molière – společně s R. Ballekem, Národní divadlo Brno
  - Lulu, Frank Wedekind – společně s M. Čičvákem, Divadlo Aréna, Bratislava
  - Black Black Woods – společně s Rootlessroot a Cirk La Putyka, Praha
  - Urna na prázdném jevišti, Martin Čičvák – společně s M. Čičvákem, Činoherní klub
- 2017
  - Strach jíst duši, Rainer Werner Fassbinder – společně s Janem Fričem, Národní divadlo Brno
  - Sklenený zverinec, Tennessee Williams – společně s M. Čičvákem, Divadlo Aréna, Bratislava
  - Richard III., Shakespeare – společně s M. Čičvákem, Slovenské národné divadlo
  - Marie Stuartovna, F. Schiller –  společně s M. Čičvákem, Národní divadlo Brno